# Deep, Deep Trouble
"Deep, Deep Trouble" är en sång från The Simpsonsalbumet The Simpsons Sing the Blues från 1990. Förutom Nancy Cartwright (som gör rösten till Bart Simpson), medverkar även DJ Jazzy Jeff, som scratchare.

## Listframgångar
"Deep, Deep Trouble" nådde en sjunde placering på singellistan i Storbritannien, vilket var The Simpsons andra topp tio-placering där. Den kom in på den svenska singellistan den 8 maj 1991, där den stannade i sex veckor och som bäst nådde en trettonde plats. I Australien nådde den en trettiofemte plats, och i USA en sextionionde plats, vilket hittills är enda gången som en sång med The Simpsons lyckats placera sig där.

## Musikvideo
Musikvideon till "Deep, Deep Trouble" finns med bland extramaterialet på den fjärde DVD-skivan till The Simpsons Complete Season Two DVD.

## Låtlista

### CD-singel
Remixarna producerades av DJ Jazzy Jeff.
1. "Deep, Deep Trouble" (LP Version)
2. "Deep, Deep Trouble" (Dance Mix Edit)
3. "Deep, Deep Trouble" (Full Dance Mix)
4. "Springfield Soul Stew" (LP Version)